# Ален II (герцог Бретани)
Ален II (Ален Кривая Борода; фр. Alain II Barbetorte; около 910—952) — граф Нанта, Ванна, Поэра и герцог Бретани. Также известен под прозвищем Лис (фр. Le Renard).

## Биография

### Правление
Ален II, сын графа Поэра Матьедуа и дочери короля Бретани Алена I Великого, провёл свою молодость в изгнании при дворе своего крёстного отца, англосаксонского короля Этельстана. Сюда он был увезён отцом, спасавшимся от норманнов, хозяйничавших в Бретани в 919—937 годах.
В 936 году Ален II по призыву аббата монастыря Ландевеннек отправился в Бретань и высадился в Доле. Воспользовавшись разногласиями между норманнами, он в течение двух лет с помощью английской армии и восставших бретонцев вытеснил норманнов из Бретани. К 938 году Ален захватил Нант и Ванн. Он принял титул «герцог Бретани» («лат. Brittonum dux») и сделал столицей своего герцогства Нант.
Окончательное поражение норманнам Ален нанёс в битве при Тране, одержав победу в союзе с графом Ренна Юдикаэля Беранже и графом Мэна Гуго I. Дата битвы — 1 августа 939 года — отмечается как национальный праздник в Бретани. Позднее герцог Ален II присягнул на верность королю Западно-Франкского королевства Людовику IV Заморскому, с которым он познакомился ещё в Англии, и занял видное место среди французской знати.
В дальнейшем Ален II старался восстановить разрушенную Бретань, однако средств на это у него было немного. Кроме того, герцогство Бретань значительно уменьшилось в размерах по сравнению с королевством при правлении Саломона. Ален был вынужден отказаться от Котантена, Авранша и западного Мэна. Графство Нант находилось в зависимости от графов Анжу, претендовавших на него с 909 года: Фульк I Рыжий носил титул графа Нанта до 938 года, хотя ещё в 919 году графство было захвачено норманнами. Позже графы Анжу, связанные родством с Нантским домом, поддерживали графов Нанта в борьбе за титул герцогов Бретани.
В 942 году Ален II заключил договор с графом Пуатье Гильомом III Патлатым, по которому он получил некоторые владения к югу от Луары.
В 944 году герцогу Алену пришлось воевать со своим недавним союзником, графом Ренна Беренгером. Этой междоусобицей воспользовались норманны, которые опять разграбили Бретань. Этот набег заставил воюющие стороны помириться.
Стараясь упрочить своё положение, Ален в 948 году женился вторым браком на дочери обладавшего большим могуществом графа Тура Тибо Старого. Однако в 952 году герцог Ален II умер, так и не успев осуществить все свои планы. Новым герцогом Бретани стал его старший сын, Дрого.

### Семья
1-я жена: Роскилла (умерла ранее 948), дочь графа Анжу Фулька I Рыжего. Дети:
- Герберга; муж: граф Ренна Юдикаэль Беранже (умер около 970).

2-я жена: с 948 года — графа Тура дочь Тибо Старого, имя которой в источниках не упоминается. Дети:
- Дрого (умер в 958), граф Нанта, Ванна и герцог Бретани с 952 года.

Также Ален имел нескольких незаконных детей:
- Хоэль I (умер в 981), граф Нанта, Ванна и герцог Бретани с 958 года
- Гюереш (умер в 988), епископ Нанта, граф Нанта, Ванна и герцог Бретани с 981 года
- Юдит; муж: виконт Марселя Понс (около 910—979).